# Estabilidade estrutural
Na Teoria dos sistemas dinâmicos, um sistema é dito estruturalmente estável caso as propriedades topológicas do sistema dinâmico se mantenham as mesmas após uma pequena perturbação da transformação que define a dinâmica.

## Definição
Um difeomorfismo de classe {\displaystyle C^{r}} {\displaystyle f} definido sobre uma variedade suave {\displaystyle M} define um sistema dinâmico estruturalmente estável sobre {\displaystyle M} caso exista uma vizinhança {\displaystyle V} de f no espaço dos difeomorfismos de classe {\displaystyle C^{r}} sobre {\displaystyle M} (munido da topologia de Whitney), de forma que qualquer difeomorfismo {\displaystyle g} em {\displaystyle V} seja topologicamente equivalente a {\displaystyle f}. De forma análoga, dizemos que {\displaystyle f} é estruturalmente estável.
O conceito de estabilidade estrutural se estende mutatis mutandis para fluxos.

## História
O matemático brasileiro Maurício Peixoto é considerado um dos criadores do conceito de estabilidade estrutural, baseando-se no trabalho dos matemáticos russos Alexander Andronov e Lev Pontrjagin, que estudaram as perturbações de um campo X definido em um disco bidimensional, com {\displaystyle X} transversal à fronteira do disco. Tal condição permite estender {\displaystyle X} para a esfera {\displaystyle S^{2}}, e no início da década de 1960 Peixoto demonstrou um teorema de necessidade e suficiência para estabilidade estrutural de fluxos sobre a {\displaystyle S^{2}}, resultado logo depois generalizado por Peixoto para superfícies bidimensionais orientáveis em geral.

## Exemplos
Os sistemas Morse-Smale são um exemplo de sistema dinâmicos estruturalmente estáveis. Para superfícies bidimensionais compactas e orientáveis, o conjunto dos campos estrutralmente estáveis formam um conjunto genérico. Por outro lado, o conjunto dos difeomorfismos estruturalmente estáveis sobre uma variedade de dimensão maior do que dois nunca é denso no espaço dos difeomorfismos.